# Pinta (software)
Pinta è un programma leggero di disegno per grafica raster, open source e multipiattaforma.

## Storia
Lo sviluppo di Pinta comincia nel febbraio 2010 dallo sviluppatore Jonathan Pobst di Novell. Le varia versioni via via rilasciate avevano l'obiettivo di portare le diverse funzionalità di Paint.NET su Pinta, eliminando tutti i riferimenti al desktop di Windows.
Ha avuto uno sviluppo attivo con rilasci bimestrali fino alla versione 1.6 pubblicata il 1 marzo 2015. Dopo 5 anni dall'ultima versione, il 4 agosto 2020 è stata rilasciata la versione 1.7.

## Caratteristiche
Ha una interfaccia grafica simile a Paint.NET, ma si pone come alternativa libera a GIMP sul desktop environment GNOME, ed inoltre ad essere portato su altri sistemi operativi rispetto a Paint.NET, il quale ha dato spunto alla sua creazione.
Pinta è scritto con il linguaggio di programmazione C# (C Sharp), usando le librerie grafiche multipiattaforma GTK+ e le librerie grafiche cairo.
Parte del codice, specialmente gli aggiustamenti delle immagini ed i filtri grafici, sono condivisi con Paint.NET.

## Funzionalità
Pinta è un editor di immagini bitmap e dispone di numerose funzionalità tipiche dei software di editing delle immagini, compresi gli strumenti di disegno, filtri grafici e pennelli di regolazione colori.
L'attenzione alla usabilità si riflette in molte delle caratteristiche principali del programma:
- Illimitata memorizzazione undo.
- Supporto multilingua.
- Disposizione flessibile della barra degli strumenti, anche galleggianti come finestre o docking intorno ai bordi dell'immagine.

A differenza di un semplice software di editing di immagini Pinta dispone anche di supporto per i livelli di immagine.

## Cronologia delle versioni
| Versione | data rilascio      | modifiche principali |
| -------- | ------------------ | --- |
| 0.1      | 7 febbraio 2010    | Versione iniziale |
| 0.2      | 15 marzo 2010      | Miglioramento livelli e finestre e memorizzazione modifiche; zoom, secchiello colori, rimpiazzo colore, linee, e strumenti viste; anteprima dal vivo per i cambiamenti di livello; supporto multithreading per gli effetti grafici e gli aggiustamenti/modifiche |
| 0.3      | 3 maggio 2010      | Anteprima dal vivo per le modifiche e gli effetti; zoom mirino (pixel-precise); gradienti, bacchetta magica (wizard) e strumenti di testo; 26 nuovi effetti portati da Paint.NET |
| 0.4      | 6 luglio 2010      | Supporto per l'internazionalizzazione; docking windows; supporto per OpenRaster; salvataggio file in formato BMP, ICO e TIFF in aggiunta a JPEG e PNG |
| 0.5      | 2 novembre 2010    | Supporto immagini multiple; aggiunto supporto formato TGA; aggiunta lingue supportate; correzione bug |
| 0.6      | 11 gennaio 2011    | 53 correzioni errori; miglioramenti della stabilità della funzione “History”, riscritto lo strumento di testo. |
| 0.7      | 2 marzo 2011       | Supporto testo esterno, molte correzioni errori. |
| 0.8      | 31 marzo 2011      | Correzione errori. |
| 1.0      | 27 aprile 2011     | Correzione errori. |
| 1.1      | 13 novembre 2011   | Aggiunto un nuovo pad immagini per immagini semplici. Aggiunte ulteriori opzioni di zoom tra 100 e 200%. Ora è possibile aprire file di sola lettura,è possibile salvare un file vuoto. Correzione errori. |
| 1.2      | 22 Aprile, 2012    | I singoli layers possono ora essere ruotati arbitrariamente; gli strumenti hanno cursori specifici del mouse; migliorato lo strumento di gradiente; ritaglio automatico immagine; l'anteprima dell'immagine aggiunta al pad delle immagini; Correzione errori |
| 1.3      | 30 Aprile 2012     | Correzione errori. |
| 1.4      | 27 Settembre, 2012 | Modalità di selezione strumento bacchetta magica. nuove modalità di miscelazione del livello. supporto copia / incolla per lo strumento di testo. |
| 1.5      | 24 Maggio, 2014    | Testo modificabile; I cursori del mouse ora si ridimensionano in base alla dimensione del pennello attivo; gli strumenti muovi selezione e muovi selezionato ora possono essere ruotati usando il tasto destro del mouse; aggiunto il comando di selezione inversa; Cursori del mouse nuovi o ridisegnati per ogni strumento; miglioramento dell'integrazione OSX (associazioni di file e integrazione integrata del dock); ridisegnato il Windows installer, che scarica e installa automaticamente la versione corretta di GTK# e il .NET Framework se necessario; Migliorata la finestra di compressione JPEG (ricorda le impostazioni precedenti e dispone del pulsante OK come controllo predefinito); La finestra di dialogo Apri file mostra ora le anteprime delle immagini per i file ORA, nonché tutti i formati di file forniti dai componenti aggiuntivi. |
| 1.6      | 1 Marzo, 2015      | Forme riformabili; unione, escludi, xor, e le modalità di selezione delle intersezioni; repository add-in ; numerose correzioni di errori |
| 1.7      | 4 agosto, 2020     | Navigazione a schede, "zooming and panning", strumento di cancellazione uniforme e varie correzioni di bug |
| 2.0      | 31 dicembre 2021   | Migrazione a GTK3 e .NET 6, migliorato il supporto per i display HDPI |